# داخل (منطق)
الداخل باعتبار كونه جزء يسمى ركنا. وباعتباره كونه بحيث ينتهي إليه التحليل يسمى أسطقسا. وباعتبار كونه قابلا للصورة المعينة يسمى مادة وهيولى. وباعتبار كون المركب مأخوذا منه يسمى أصلا. وباعتبار كونه محلا للصورة المعينة بالفعل يسمى موضوعا.